# FIVB World Tour 2017/18 der Frauen
Die FIVB World Tour 2017/18 der Frauen bestand aus 42 Beachvolleyball-Turnieren. Diese waren in Kategorien eingeteilt, die durch Sterne bezeichnet wurden. Drei Major-Turniere gehörten in die Kategorie mit fünf Sternen, acht Turniere hatten vier Sterne, fünf drei Sterne, sieben zwei Sterne und neunzehn Turniere waren mit einem Stern am geringsten bewertet. Hinzu kam das Saisonfinale.

## Turniere

### Übersicht
Die folgende Tabelle zeigt alle Turniere der FIVB World Tour 2017/18.
| Austragungsort   | Land                | Kategorie    | Datum                        |
| ---------------- | ------------------- | ------------ | ---------------------------- |
| Qinzhou          | Volksrepublik China | 3 Sterne     | 11. bis 15. Oktober 2017     |
| Aalsmeer         | Niederlande         | 1 Stern      | 25. bis 29. Oktober 2017     |
| Sydney           | Australien          | 2 Sterne     | 23. bis 26. November 2017    |
| Den Haag         | Niederlande         | 4 Sterne     | 3. bis 7. Januar 2018        |
| Shepparton       | Australien          | 1 Stern      | 1. bis 4. Februar 2018       |
| Fort Lauderdale  | Vereinigte Staaten  | 5 Sterne     | 27. Februar bis 3. März 2018 |
| Satun            | Thailand            | 1 Stern      | 8. bis 11. April 2018        |
| Xiamen           | Volksrepublik China | 4 Sterne     | 18. bis 22. April 2018       |
| Langkawi         | Malaysia            | 1 Stern      | 26. bis 29. April 2018       |
| Huntington Beach | Vereinigte Staaten  | 4 Sterne     | 2. bis 6. Mai 2018           |
| Mersin           | Türkei              | 3 Sterne     | 2. bis 6. Mai 2018           |
| Manila           | Philippinen         | 1 Stern      | 3. bis 6. Mai 2018           |
| Phnom Penh       | Kambodscha          | 2 Sterne     | 4. bis 6. Mai 2018           |
| Tuần Châu        | Vietnam             | 1 Stern      | 9. bis 12. Mai 2018          |
| Luzern           | Schweiz             | 3 Sterne     | 9. bis 13. Mai 2018          |
| Bangkok          | Thailand            | 1 Stern      | 10. bis 13. Mai 2018         |
| Itapema          | Brasilien           | 4 Sterne     | 16. bis 20. Mai 2018         |
| Aydın            | Türkei              | 1 Stern      | 17. bis 20. Mai 2018         |
| Miguel Pereira   | Brasilien           | 1 Stern      | 25. bis 27. Mai 2018         |
| Jinjiang         | Volksrepublik China | 2 Sterne     | 31. Mai bis 3. Juni 2018     |
| Alanya           | Türkei              | 1 Stern      | 31. Mai bis 3. Juni 2018     |
| Nantong          | Volksrepublik China | 2 Sterne     | 7. bis 10. Juni 2018         |
| Nanjing          | Volksrepublik China | 2 Sterne     | 14. bis 17. Juni 2018        |
| Baden            | Österreich          | 1 Stern      | 14. bis 17. Juni 2018        |
| Manavgat         | Türkei              | 1 Stern      | 20. bis 23. Juni 2018        |
| Ostrava          | Tschechien          | 4 Sterne     | 20. bis 24. Juni 2018        |
| Singapur         | Singapur            | 2 Sterne     | 21. bis 24. Juni 2018        |
| Warschau         | Polen               | 4 Sterne     | 27. Juni bis 1. Juli 2018    |
| Espinho          | Portugal            | 4 Sterne     | 4. bis 7. Juli 2018          |
| Poreč            | Kroatien            | 1 Stern      | 5. bis 8. Juli 2018          |
| Anapa            | Russland            | 1 Stern      | 5. bis 8. Juli 2018          |
| Gstaad           | Schweiz             | 5 Sterne     | 10. bis 15. Juli 2018        |
| Daegu            | Südkorea            | 1 Stern      | 12. bis 15. Juli 2018        |
| Haiyang          | Volksrepublik China | 3 Sterne     | 19. bis 22. Juli 2018        |
| Ulsan            | Südkorea            | 1 Stern      | 19. bis 22. Juli 2018        |
| Tokio            | Japan               | 3 Sterne     | 26. bis 29. Juli 2018        |
| Agadir           | Marokko             | 2 Sterne     | 27. bis 29. Juli 2018        |
| Samsun           | Türkei              | 1 Stern      | 27. bis 29. Juli 2018        |
| Wien             | Österreich          | 5 Sterne     | 31. Juli bis 4. August 2018  |
| Ljubljana        | Slowenien           | 1 Stern      | 3. bis 5. August 2018        |
| Vaduz            | Liechtenstein       | 1 Stern      | 8. bis 11. August 2018       |
| Moskau           | Russland            | 4 Sterne     | 8. bis 12. August 2018       |
| Hamburg          | Deutschland         | Saisonfinale | 15. bis 19. August 2018      |

### Qinzhou
3 Sterne, 11. bis 15. Oktober 2017
| Platz | Team                                    |
| ----- | --------------------------------------- |
| 1     | Mariafe Artacho / Taliqua Clancy        |
| 2     | Kinga Kołosińska / Katarzyna Kociołek   |
| 3     | Summer Ross / Brooke Sweat              |
| 4     | Wang Fan / Xia Xinyi                    |
| 5     | Louise Bawden / Jessyka Ngauamo         |
| 5     | Kim Behrens / Sandra Ittlinger          |
| 5     | Walentyna Dawidowa / Ewhenyja Schypkowa |
| 5     | Lauren Fendrick / Nicole Branagh        |

### Aalsmeer
1 Stern, 25. bis 29. Oktober 2017
| Platz | Team                              |
| ----- | --------------------------------- |
| 1     | Madelein Meppelink / Joy Stubbe   |
| 2     | Kim Behrens / Sandra Ittlinger    |
| 3     | Betsi Flint / Kelley Larsen       |
| 4     | Megumi Murakami / Miki Ishii      |
| 5     | Paula Soria / Amaranta Fernández  |
| 5     | Margaux Carrère / Alexia Richard  |
| 5     | Adriana-Maria Matei / Beata Vaida |
| 5     | Kimberly DiCello / Emily Stockman |

### Sydney
2 Sterne, 23. bis 26. November 2017
| Platz | Team                                         |
| ----- | -------------------------------------------- |
| 1     | Mariafe Artacho / Taliqua Clancy             |
| 2     | Wang Fan / Xia Xinyi                         |
| 3     | Katharina Schützenhöfer / Lena Plesiutschnig |
| 4     | Azusa Futami / Akiko Hasegawa                |
| 5     | Louise Bawden / Jessyka Ngauamo              |
| 5     | Kim Behrens / Sandra Ittlinger               |
| 5     | Sayaka Mizoe / Suzuka Hashimoto              |
| 5     | Kimberly DiCello / Emily Stockman            |

### Den Haag
4 Sterne, 3. bis 7. Januar 2018
| Platz | Team                                  |
| ----- | ------------------------------------- |
| 1     | April Ross / Alix Klineman            |
| 2     | Maria Antonelli / Carol Solberg       |
| 3     | Nina Betschart / Tanja Hüberli        |
| 4     | Barbora Hermannová / Markéta Sluková  |
| 5     | Bárbara Seixas / Fernanda Alves       |
| 5     | Kristýna Kolocová / Michala Kvapilová |
| 5     | Riikka Lehtonen / Niina Ahtiainen     |
| 5     | Kim Behrens / Sandra Ittlinger        |

### Shepparton
1 Stern, 1. bis 4. Februar 2018
| Platz | Team                             |
| ----- | -------------------------------- |
| 1     | Amanda Dowdy / Irene Pollock     |
| 2     | Caitlin Ledoux / Jace Pardon     |
| 3     | Marta Menegatti / Laura Giombini |
| 4     | Shaunna Polley / Kelsie Wills    |
| 5     | Reika Murakami / Chiyo Suzuki    |
| 5     | Kaho Sakaguchi / Yukako Suzuki   |
| 5     | Katja Stam / Julia Wouters       |
| 5     | Miller Pata / Linline Matauatu   |

### Fort Lauderdale
Major 5 Sterne, 27. Februar bis 3. März 2018
| Platz | Team                                 |
| ----- | ------------------------------------ |
| 1     | Bárbara Seixas / Fernanda Alves      |
| 2     | Taiana Lima / Carol Máximo           |
| 3     | Summer Ross / Brooke Sweat           |
| 4     | Victoria Bieneck / Isabel Schneider  |
| 5     | Ágatha Bednarczuk / Duda Lisboa      |
| 5     | Melissa Humana-Paredes / Sarah Pavan |
| 5     | Barbora Hermannová / Markéta Sluková |
| 5     | Karla Borger / Margareta Kozuch      |

| Platz | Team                                       |
| ----- | ------------------------------------------ |
| 9     | Mariafe Artacho / Taliqua Clancy           |
| 9     | Heather Bansley / Brandie Wilkerson        |
| 9     | Jamie Lynn Broder / Taylor Pischke         |
| 9     | Wang Fan / Xia Xinyi                       |
| 9     | Kim Behrens / Sandra Ittlinger             |
| 9     | Swetlana Cholomina / Nadeschda Makrogusowa |
| 9     | Kelly Claes / Sara Hughes                  |
| 9     | Lauren Fendrick / Nicole Branagh           |

### Satun
1 Stern, 8. bis 11. April 2018
| Platz | Team                                    |
| ----- | --------------------------------------- |
| 1     | Caitlin Ledoux / Emily Stockman         |
| 2     | Tatjana Maschkowa / Irina Zymbalowa     |
| 3     | Rumpaipruet Numwong / Khanittha Hongpak |
| 4     | Dhita Juliana / Putu Utami              |
| 5     | Paula Soria / María Belén Carro         |
| 5     | Sayaka Mizoe / Suzuka Hashimoto         |
| 5     | Kaho Sakaguchi / Yukako Suzuki          |
| 5     | Amanda Dowdy / Irene Pollock            |

### Xiamen
4 Sterne, 18. bis 22. April 2018
| Platz | Team                                 |
| ----- | ------------------------------------ |
| 1     | Melissa Humana-Paredes / Sarah Pavan |
| 2     | Kelly Claes / Brittany Hochevar      |
| 3     | Mariafe Artacho / Taliqua Clancy     |
| 4     | Ágatha Bednarczuk / Duda Lisboa      |
| 5     | Chantal Laboureur / Julia Sude       |
| 5     | Marleen van Iersel / Joy Stubbe      |
| 5     | Summer Ross / Sara Hughes            |
| 5     | April Ross / Alix Klineman           |

### Langkawi
1 Stern, 26. bis 29. April 2018
| Platz | Team                                 |
| ----- | ------------------------------------ |
| 1     | Xenija Dabischa / Daria Mastikowa    |
| 2     | Katja Stam / Julia Wouters           |
| 3     | Phoebe Bell / Jessyka Ngauamo        |
| 4     | Martina Bonnerová / Tereza Pluhařová |
| 5     | Leonie Klinke / Lisa-Sophie Kotzan   |
| 5     | Dhita Juliana / Putu Utami           |
| 5     | Reika Murakami / Chiyo Suzuki        |
| 5     | Erika Bobadilla / Michelle Valiente  |

### Huntington Beach
4 Sterne, 1. bis 6. Mai 2018
| Platz | Team                                 |
| ----- | ------------------------------------ |
| 1     | Bárbara Seixas / Fernanda Alves      |
| 2     | Maria Antonelli / Carol Solberg      |
| 3     | Chantal Laboureur / Julia Sude       |
| 4     | Melissa Humana-Paredes / Sarah Pavan |
| 5     | Heather Bansley / Brandie Wilkerson  |
| 5     | Summer Ross / Sara Hughes            |
| 7     | Victoria Bieneck / Isabel Schneider  |
| 7     | Lauren Fendrick / Brooke Sweat       |

### Mersin
3 Sterne, 2. bis 6. Mai 2018
| Platz | Team                                         |
| ----- | -------------------------------------------- |
| 1     | Katharina Schützenhöfer / Lena Plesiutschnig |
| 2     | Sanne Keizer / Madelein Meppelink            |
| 3     | Andrea Štrbová / Natália Dubovcová           |
| 4     | Josi Alves / Lili Maestrini                  |
| 5     | Kim Behrens / Sandra Ittlinger               |
| 5     | Jolien Sinnema / Laura Bloem                 |
| 5     | Nicole Eiholzer / Elena Steinemann           |
| 5     | Walentyna Dawidowa / Ewhenyja Schypkowa      |

### Manila
1 Stern, 3. bis 6. Mai 2018
| Platz | Team                                         |
| ----- | -------------------------------------------- |
| 1     | Ayumi Kusano / Take Nishibori                |
| 2     | Paula Soria / María Belén Carro              |
| 3     | Erika Bobadilla / Michelle Valiente          |
| 4     | Shinako Tanaka / Sakurako Fujii              |
| 5     | Leonie Klinke / Lisa-Sophie Kotzan           |
| 5     | Cherry Rondina / Angeline Gervacio           |
| 5     | Thatsarida Singchuea / Pawarun Chanthawichai |
| 5     | Lindsey Fuller / Kaley Melville              |

### Phnom Penh
2 Sterne, 4. bis 6. Mai 2018
| Platz | Team                              |
| ----- | --------------------------------- |
| 1     | Anna Behlen / Sarah Schneider     |
| 2     | Sayaka Mizoe / Suzuka Hashimoto   |
| 3     | Xenija Dabischa / Daria Mastikowa |
| 4     | Julia Tilley / Alice Bain         |
| 5     | Phoebe Bell / Jessyka Ngauamo     |
| 5     | Lisa Arnholdt / Leonie Welsch     |
| 5     | Sofia Starikov / Noy Chorin       |
| 5     | Yui Nagata / Minori Kumada        |

### Tuần Châu
1 Stern, 9. bis 12. Mai 2018
| Platz | Team                              |
| ----- | --------------------------------- |
| 1     | Sayaka Mizoe / Suzuka Hashimoto   |
| 2     | Yui Nagata / Minori Kumada        |
| 3     | Kaho Sakaguchi / Yukako Suzuki    |
| 4     | Sofia Starikov / Noy Chorin       |
| 5     | Sára Olivová / Karolina Rehácková |
| 5     | Helle Søndergård / Simone Okholm  |
| 5     | Maria Tyndeskov / Line Hansen     |
| 5     | Tram Nguyen / Nguyen Mai          |

### Luzern
3 Sterne, 8. bis 13. Mai 2018
| Platz | Team                              |
| ----- | --------------------------------- |
| 1     | Mariafe Artacho / Taliqua Clancy  |
| 2     | Wang Fan / Xia Xinyi              |
| 3     | Kelley Larsen / Emily Stockman    |
| 4     | Marleen van Iersel / Joy Stubbe   |
| 5     | Josi Alves / Lili Maestrini       |
| 5     | Jolien Sinnema / Laura Bloem      |
| 5     | Julija Abalakina / Olga Motritsch |
| 5     | Betsi Flint / Emily Day           |

### Bangkok
1 Stern, 10. bis 13. Mai 2018
| Platz | Team                               |
| ----- | ---------------------------------- |
| 1     | Bree Scarbrough / Aurora Davis     |
| 2     | Paula Soria / María Belén Carro    |
| 3     | Ayumi Kusano / Take Nishibori      |
| 4     | Megan McNamara / Nicole McNamara   |
| 5     | Anna Behlen / Sarah Schneider      |
| 5     | Agnese Caica / Marta Ozoliņa       |
| 5     | Urte Andriukaitytė / Irina Zobnina |
| 5     | Janne Pedersen / Hanne Zylstra     |

### Itapema
4 Sterne, 16. bis 20. Mai 2018
| Platz | Team                                  |
| ----- | ------------------------------------- |
| 1     | Ágatha Bednarczuk / Duda Lisboa       |
| 2     | Joana Heidrich / Anouk Vergé-Dépré    |
| 3     | Heather Bansley / Brandie Wilkerson   |
| 4     | Maria Antonelli / Carol Solberg       |
| 5     | Barbora Hermannová / Markéta Sluková  |
| 5     | Kristýna Kolocová / Michala Kvapilová |
| 5     | Victoria Bieneck / Isabel Schneider   |
| 5     | Karla Borger / Margareta Kozuch       |

### Aydın
1 Stern, 17. bis 20. Mai 2018
| Platz | Team                                        |
| ----- | ------------------------------------------- |
| 1     | Leila Martinez / Maylen Deliz               |
| 2     | Xenija Dabischa / Daria Mastikowa           |
| 3     | Kristina Thurin / Susanna Thurin            |
| 4     | Sigrid Simonsson / Tadva Yoken              |
| 5     | Maria Tyndeskov / Line Hansen               |
| 5     | Panagiota Karagkouni / Aliki Spiliotopoulou |
| 5     | Silvia Costantini / Agata Zuccarelli        |
| 5     | Ane Tveit Hjortland / Victoria Kjølberg     |

### Miguel Pereira
1 Stern, 24. bis 27. Mai 2018
| Platz | Team                                      |
| ----- | ----------------------------------------- |
| 1     | Adriana-Maria Matei / Beata Vaida         |
| 2     | Aline Lebioda / Romariz Silva             |
| 3     | Tainá Silva / Victória Lopes              |
| 4     | Naiana Rodrigues / Rachel Nunes           |
| 5     | Talita Calixto / Hegeile Almeida          |
| 5     | Vitória Rodrigues / Juliana Simões        |
| 5     | Diana Rios / Yuli Ayala                   |
| 5     | Carolina Ferraris / Francesca Michieletto |

### Jinjiang
2 Sterne, 31. Mai bis 3. Juni 2018
| Platz | Team                              |
| ----- | --------------------------------- |
| 1     | Sayaka Mizoe / Suzuka Hashimoto   |
| 2     | Kou Nai-Han / Liu Pi Hsin         |
| 3     | Reika Murakami / Chiyo Suzuki     |
| 4     | Bree Scarbrough / Aurora Davis    |
| 5     | Lisa Arnholdt / Leonie Welsch     |
| 5     | Yui Nagata / Minori Kumada        |
| 5     | Ieva Dumbauskaitė / Irina Zobnina |
| 5     | Laura Caluori / Dunja Gerson      |

### Alanya
1 Stern, 31. Mai bis 3. Juni 2018
| Platz | Team                                        |
| ----- | ------------------------------------------- |
| 1     | Sarah Schneider / Viktoria Seeber           |
| 2     | Aleyna Vence / Bugra Eryildiz               |
| 3     | Darja Rudych / Jelisaweta Sajontschkowskaja |
| 4     | Silvia Costantini / Gaia Traballi           |
| 5     | Dorina Klinger / Valerie Teufl              |
| 5     | Aline Chamereau / Ophélie Lusson            |
| 5     | Arianna Barboni / Agata Zuccarelli          |
| 5     | Jekaterina Syrzewa / Anna Alowa             |

### Nantong
2 Sterne, 7. bis 10. Juni 2018
| Platz | Team                                    |
| ----- | --------------------------------------- |
| 1     | Josi Alves / Lili Maestrini             |
| 2     | Agata Zuccarelli / Gaia Traballi        |
| 3     | Phoebe Bell / Jessyka Ngauamo           |
| 4     | Ayumi Kusano / Take Nishibori           |
| 5     | Wang Xinxin / Xia Xinyi                 |
| 5     | Ieva Dumbauskaitė / Irina Zobnina       |
| 5     | Ane Tveit Hjortland / Victoria Kjølberg |
| 5     | Amanda Dowdy / Irene Pollock            |

### Nanjing
2 Sterne, 14. bis 17. Juni 2018
| Platz | Team                              |
| ----- | --------------------------------- |
| 1     | Josemari Alves / Lili Maestrini   |
| 2     | Wang Fan / Xia Xinyi              |
| 3     | Amanda Dowdy / Irene Pollock      |
| 4     | Lin Meimei / Zhu Lingdi           |
| 5     | Sára Olivová / Karolina Rehácková |
| 5     | Agata Zuccarelli / Gaia Traballi  |
| 5     | Ayumi Kusano / Takemi Nishibori   |
| 5     | Reika Murakami / Chiyo Suzuki     |

### Baden
1 Stern, 13. bis 17. Juni 2018
| Platz | Team                                         |
| ----- | -------------------------------------------- |
| 1     | Teresa Mersmann / Cinja Tillmann             |
| 2     | Katharina Schützenhöfer / Lena Plesiutschnig |
| 3     | Emilie Olimstad / Janne Pedersen             |
| 4     | Agnese Caica / Marta Ozoliņa                 |
| 5     | Franziska Friedl / Nadine Strauss            |
| 5     | Dorina Klinger / Ronja Klinger               |
| 5     | Leonie Klinke / Lisa-Sophie Kotzan           |
| 5     | Inna Machno / Iryna Machno                   |

### Manavgat
1 Stern, 20. bis 23. Juni 2018
| Platz | Team                                        |
| ----- | ------------------------------------------- |
| 1     | Satono Ishitsubo / Asami Shiba              |
| 2     | Sarah Cools / Lisa van den Vonder           |
| 3     | Merve Nezir / Aleyna Vence                  |
| 4     | Erika Habaguchi / Yurika Sakaguchi          |
| 5     | Helle Søndergård / Simone Okholm            |
| 5     | Maria Tyndeskov / Line Hansen               |
| 5     | Panagiota Karagkouni / Aliki Spiliotopoulou |
| 5     | Dimitra Manavi / Konstantina Tsopoulou      |

### Ostrava
4 Sterne, 20. bis 24. Juni 2018
| Platz | Team                                 |
| ----- | ------------------------------------ |
| 1     | Barbora Hermannová / Markéta Sluková |
| 2     | Heather Bansley / Brandie Wilkerson  |
| 3     | Karla Borger / Margareta Kozuch      |
| 4     | Victoria Bieneck / Isabel Schneider  |
| 5     | Ágatha Bednarczuk / Duda Lisboa      |
| 5     | Maria Antonelli / Carol Solberg      |
| 5     | Chantal Laboureur / Julia Sude       |
| 5     | Marleen van Iersel / Joy Stubbe      |

### Singapur
2 Sterne, 21. bis 24. Juni 2018
| Platz | Team                                |
| ----- | ----------------------------------- |
| 1     | Reika Murakami / Chiyo Suzuki       |
| 2     | Ayumi Kusano / Take Nishibori       |
| 3     | Anna Behlen / Sarah Schneider       |
| 4     | Sigrid Simonsson / Tadva Yoken      |
| 5     | Viktoria Seeber / Cinja Tillmann    |
| 5     | Arianna Barboni / Silvia Costantini |
| 5     | Agata Zuccarelli / Gaia Traballi    |
| 5     | Xenija Dabischa / Daria Mastikowa   |

### Warschau
4 Sterne, 26. Juni bis 1. Juli 2018
| Platz | Team                                  |
| ----- | ------------------------------------- |
| 1     | Heather Bansley / Brandie Wilkerson   |
| 2     | Chantal Laboureur / Julia Sude        |
| 3     | Ágatha Bednarczuk / Duda Lisboa       |
| 4     | Kelly Claes / Brittany Hochevar       |
| 5     | Bárbara Seixas / Fernanda Alves       |
| 5     | Barbora Hermannová / Markéta Sluková  |
| 5     | Liliana Fernández / Elsa Baquerizo    |
| 5     | Nicole Branagh / Kerri Walsh Jennings |

### Espinho
4 Sterne, 4. bis 7. Juli 2018
| Platz | Team                                  |
| ----- | ------------------------------------- |
| 1     | Mariafe Artacho / Taliqua Clancy      |
| 2     | Maria Antonelli / Carol Solberg       |
| 3     | Summer Ross / Sara Hughes             |
| 4     | Kinga Kołosińska / Katarzyna Kociołek |
| 5     | Heather Bansley / Brandie Wilkerson   |
| 5     | Wang Fan / Xia Xinyi                  |
| 5     | Kim Behrens / Sandra Ittlinger        |
| 5     | Kelly Claes / Brittany Hochevar       |

### Poreč
1 Stern, 5. bis 8. Juli 2018
| Platz | Team                                   |
| ----- | -------------------------------------- |
| 1     | Emily Sonny / Torrey van Winden        |
| 2     | Inna Machno / Iryna Machno             |
| 3     | Merve Nezir / Aleyna Vence             |
| 4     | Dimitra Manavi / Konstantina Tsopoulou |
| 5     | Anja Dörfler / Stephanie Wiesmeyr      |
| 5     | Eva Freiberger / Valerie Teufl         |
| 5     | Nicole Dostálová / Anna Komárková      |
| 5     | Agata Ceynowa / Martyna Kłoda          |

### Anapa
1 Stern, 5. bis 8. Juli 2018
| Platz | Team                                       |
| ----- | ------------------------------------------ |
| 1     | Swetlana Cholomina / Nadeschda Makrogusowa |
| 2     | Daria Mastikowa / Anastassija Petrunina    |
| 3     | Jekaterina Birlowa / Jewgenija Ukolowa     |
| 4     | Julija Abalakina / Xenija Dabischa         |
| 5     | Leila Martinez / Maylen Deliz              |
| 5     | Anastassija Barsuk / Jekaterina Syrzewa    |
| 5     | Anastassija Frolowa / Alexandra Ganenko    |
| 5     | Darja Rudych / Elizaweta Zayonchkowskaya   |

### Gstaad
Major 5 Sterne, 10. bis 15. Juli 2018
| Platz | Team                                 |
| ----- | ------------------------------------ |
| 1     | Melissa Humana-Paredes / Sarah Pavan |
| 2     | Chantal Laboureur / Julia Sude       |
| 3     | Heather Bansley / Brandie Wilkerson  |
| 4     | Ágatha Bednarczuk / Duda Lisboa      |
| 5     | Barbora Hermannová / Markéta Sluková |
| 5     | Megumi Murakami / Miki Ishii         |
| 5     | April Ross / Alix Klineman           |
| 5     | Kelley Larsen / Emily Stockman       |

| Platz | Team                                       |
| ----- | ------------------------------------------ |
| 9     | Mariafe Artacho / Taliqua Clancy           |
| 9     | Maria Antonelli / Carol Solberg            |
| 9     | Victoria Bieneck / Isabel Schneider        |
| 9     | Karla Borger / Margareta Kozuch            |
| 9     | Marleen van Iersel / Joy Stubbe            |
| 9     | Swetlana Cholomina / Nadeschda Makrogusowa |
| 9     | Nina Betschart / Tanja Hüberli             |
| 9     | Summer Ross / Sara Hughes                  |

### Daegu
1 Stern, 13. bis 15. Juli 2018
| Platz | Team                                 |
| ----- | ------------------------------------ |
| 1     | Phoebe Bell / Jessyka Ngauamo        |
| 2     | Anja Dörfler / Stephanie Wiesmeyr    |
| 3     | Kou Nai-Han / Liu Pi Hsin            |
| 4     | Noy Chorin / Anita Deev              |
| 5     | Eva Freiberger / Valerie Teufl       |
| 5     | Waleria Filkowa / Jekaterina Filina  |
| 5     | Pronsuda Kritsana / Yodsaphat Pakham |
| 5     | Merve Nezir / Aleyna Vence           |

### Haiyang
3 Sterne, 19. bis 22. Juli 2018
| Platz | Team                                         |
| ----- | -------------------------------------------- |
| 1     | Betsi Flint / Emily Day                      |
| 2     | Sarah Schneider / Cinja Tillmann             |
| 3     | Caitlin Ledoux / Sarah Sponcil               |
| 4     | Kelley Larsen / Emily Stockman               |
| 5     | Phoebe Bell / Jessyka Ngauamo                |
| 5     | Wang Fan / Xia Xinyi                         |
| 5     | Varapatsorn Radarong / Tanarattha Udomchavee |
| 5     | Amanda Dowdy / Irene Pollock                 |

### Ulsan
1 Stern, 19. bis 22. Juli 2018
| Platz | Team                                 |
| ----- | ------------------------------------ |
| 1     | Kou Nai-Han / Liu Pi Hsin            |
| 2     | Kaho Sakaguchi / Yukako Suzuki       |
| 3     | Shinako Tanaka / Sakurako Fujii      |
| 4     | Miyuki Matsumura / Samaa Miyagawa    |
| 5     | Kim Hyunji / Si Eun-Mi               |
| 5     | Julia Wouters / Pleun Ypma           |
| 5     | Pronsuda Kritsana / Yodsaphat Pakham |
| 5     | Sumintra Sow / Chanthira Khanok      |

### Tokio
3 Sterne, 26. bis 29. Juli 2018
| Platz | Team                              |
| ----- | --------------------------------- |
| 1     | Teresa Mersmann / Cinja Tillmann  |
| 2     | Taru Lahti / Anniina Parkkinen    |
| 3     | Megumi Murakami / Miki Ishii      |
| 4     | Oda Ulveseth / Ingrid Lunde       |
| 5     | Megan McNamara / Nicole McNamara  |
| 5     | Riikka Lehtonen / Niina Ahtiainen |
| 5     | Yui Nagata / Minori Kumada        |
| 5     | Lauren Fendrick / Sarah Sponcil   |

### Agadir
2 Sterne, 27. bis 29. Juli 2018
| Platz | Team                                   |
| ----- | -------------------------------------- |
| 1     | Marta Menegatti / Viktoria Orsi Toth   |
| 2     | Martina Bonnerová / Šárka Nakládalová  |
| 3     | Alise Lece / Ilze Liepiņlauska         |
| 4     | Alivce Gradini / Claudia Scampoli      |
| 5     | Franziska Friedl / Nadine Strauss      |
| 5     | Agnese Caica / Marta Ozoliņa           |
| 5     | Ieva Dumbauskaitė / Urte Andriukaitytė |
| 5     | Jekaterina Birlowa / Jewgenija Ukolowa |

### Samsun
1 Stern, 27. bis 29. Juli 2018
| Platz | Team                                      |
| ----- | ----------------------------------------- |
| 1     | Carolina Ferraris / Francesca Michieletto |
| 2     | Eva Freiberger / Valerie Teufl            |
| 3     | Camilla Nilsson / Sofia Ögren             |
| 4     | Nicole Dostálová / Anna Komárková         |
| 5     | Sára Olivová / Tereza Pluhařová           |
| 5     | Karolina Rehácková / Marie-Sára Štochlová |
| 5     | Eszter Lutter / Szandra Szombathelyi      |
| 5     | Marta Duda / Marta Łodej                  |

### Wien
Major 5 Sterne, 31. Juli bis 4. August 2018
| Platz | Team                                 |
| ----- | ------------------------------------ |
| 1     | Barbora Hermannová / Markéta Sluková |
| 2     | Bárbara Seixas / Fernanda Alves      |
| 3     | Sanne Keizer / Madelein Meppelink    |
| 4     | Maria Antonelli / Carol Solberg      |
| 5     | Ágatha Bednarczuk / Duda Lisboa      |
| 5     | Summer Ross / Sara Hughes            |
| 5     | April Ross / Alix Klineman           |
| 5     | Kelley Larsen / Emily Stockman       |

| Platz | Team                                       |
| ----- | ------------------------------------------ |
| 9     | Mariafe Artacho / Taliqua Clancy           |
| 9     | Kim Behrens / Sandra Ittlinger             |
| 9     | Victoria Bieneck / Isabel Schneider        |
| 9     | Marta Menegatti / Viktoria Orsi Toth       |
| 9     | Kinga Kołosińska / Katarzyna Kociołek      |
| 9     | Swetlana Cholomina / Nadeschda Makrogusowa |
| 9     | Kelly Claes / Brittany Hochevar            |
| 9     | Lauren Fendrick / Sarah Sponcil            |

### Ljubljana
1 Stern, 3. bis 5. August 2018
| Platz | Team                                   |
| ----- | -------------------------------------- |
| 1     | Esmée Böbner / Zoé Vergé-Dépré         |
| 2     | Inna Machno / Iryna Machno             |
| 3     | Jelena Pešic / Ana Skarlovnik          |
| 4     | Agata Ceynowa / Martyna Kłoda          |
| 5     | Brittany Kendall / Nicole Laird        |
| 5     | Martina Bonnerová / Martina Maixnerová |
| 5     | Tereza Kotlasová / Daniela Resová      |
| 5     | Sára Olivová / Tereza Pluhařová        |

### Vaduz
1 Stern, 8. bis 11. August 2018
| Platz | Team                                   |
| ----- | -------------------------------------- |
| 1     | Alexandra Wheeler / Lara Dykstra       |
| 2     | Agata Ceynowa / Martyna Kłoda          |
| 3     | Dimitra Manavi / Konstantina Tsopoulou |
| 4     | Esmée Böbner / Zoé Vergé-Dépré         |
| 5     | Brittany Kendall / Nicole Laird        |
| 5     | Dorina Klinger / Ronja Klinger         |
| 5     | Katja Stam / Julia Wouters             |
| 5     | Emma Piersma / Puk Stubbe              |

### Moskau
4 Sterne, 8. bis 12. August 2018
| Platz | Team                                       |
| ----- | ------------------------------------------ |
| 1     | Summer Ross / Sara Hughes                  |
| 2     | Ágatha Bednarczuk / Duda Lisboa            |
| 3     | Nina Betschart / Tanja Hüberli             |
| 4     | Chantal Laboureur / Julia Sude             |
| 5     | Maria Antonelli / Carol Solberg            |
| 5     | Marta Menegatti / Viktoria Orsi Toth       |
| 5     | Swetlana Cholomina / Nadeschda Makrogusowa |
| 5     | April Ross / Alix Klineman                 |

### Hamburg
Saisonfinale, 15. bis 19. August 2018
| Platz | Team                                 |
| ----- | ------------------------------------ |
| 1     | Ágatha Bednarczuk / Duda Lisboa      |
| 2     | Barbora Hermannová / Markéta Sluková |
| 3     | Mariafe Artacho / Taliqua Clancy     |
| 4     | Maria Antonelli / Carol Solberg      |
| 5     | Heather Bansley / Brandie Wilkerson  |
| 5     | Chantal Laboureur / Julia Sude       |
| 7     | Summer Ross / Sara Hughes            |
| 7     | Melissa Humana-Paredes / Sarah Pavan |
| 9     | Sanne Keizer / Madelein Meppelink    |
| 9     | Victoria Bieneck / Isabel Schneider  |

## Auszeichnungen des Jahres 2018
| FIVB Tour Champion                                      | Ágatha Bednarczuk / Eduarda Santos Lisboa („Duda“) |
| Herausragendste Spielerin (Most Outstanding Player)     | Eduarda Santos Lisboa („Duda“)                     |
| Beste Zuspielerin (Best Setter)                         | Humana-Paredes                                     |
| Beste Angreiferin (Best Hitter)                         | Eduarda Santos Lisboa („Duda“)                     |
| Beste Aufschlägerin (Best Server)                       | Taliqua Clancy                                     |
| Bester Neuling (Best Rookie)                            | Tīna Graudiņa und Swetlana Jurjewna Cholomina      |
| Beste Blockerin (Best Blocker)                          | Brandie Wilkerson                                  |
| Beste offensive Spielerin (Best Offensive Player)       | Eduarda Santos Lisboa („Duda“)                     |
| Beste defensive Spielerin (Best Defensive Player)       | Heather Bansley                                    |
| Am meisten verbesserte Spielerin (Most Improved Player) | Mariafe Artacho                                    |
| Inspirierendste Spielerin (Most Inspirational Player)   | Ágatha Bednarczuk                                  |
| Fairste Spielerin (Sportsman)                           | Ágatha Bednarczuk                                  |